# 平家物語の内容
『平家物語』には多くの異本があるが、以下は現在最も流布する、覚一本系の高野本の内容である。

## 巻第一
祇園精舎

祇園精舎の鐘の声、諸行無常の響きあり。沙羅双樹の花の色、盛者必衰の理をあらはす。

この有名な導入の後、桓武天皇にさかのぼる平清盛の先祖を紹介。
殿上闇打
長承元年 (1132年)  清盛の父平忠盛は昇殿を許された。殿上人たちがねたみ、闇打をたくらんだため、忠盛は短刀をちらつかせながら昇殿した。

其刀を召し出して叡覧あれば、うへは鞘巻の黒くぬりたりけるが、中は木刀に銀薄をぞおしたりける。

鱸

かくて忠盛、刑部卿になって、仁平三年正月十五日、歳五十八にてうせにき。清盛嫡男たるによって其跡をつぐ。

仁平3年 (1153年) 忠盛没。長男平清盛が36歳で家督を継ぐ。（保元の乱、平治の乱を経て）仁安2年 (1167年) 清盛は太政大臣となる。
禿髪
仁安3年 (1168年) 清盛出家。清盛の義弟時忠は言う。

「此一門にあらざらむ人は、皆人非人なるべし。」

吾身栄花

嫡子重盛、内大臣の左大将、次男宗盛

、中納言の右大将、三男知盛、三位中将、嫡孫維盛、四位少将、全て一門の公卿16人

平家の荘園は日本の半分を超えた。
祇王
清盛は白拍子の祇王を寵愛。ある日清盛は寵愛相手を仏御前に変えた。祇王は隠居し尼になった。

祇王廿一にて尼になり、嵯峨の奥なる山里に、柴の庵をひきむずび、念仏してこそゐたりけれ。

二代后
久安6年 (1150年) 藤原多子は11歳で近衛天皇の后になった。後白河天皇時代には実家にいたが、永暦元年 (1160年) 21歳で二条天皇の皇后としても召し出された。
額打論
永万元年 (1165年) 二条天皇没。その葬儀の額打の順番で延暦寺と興福寺が争う。
清水寺炎上
延暦寺は興福寺の末寺の清水寺に放火。
 山門の大衆、すずろなる清水寺に押し寄せて、仏閣僧坊一宇も残さず焼き払ふ。
東宮立
仁安3年 (1168年) 平時子の妹平滋子と後白河上皇の子、高倉天皇が即位。

此君の位につかせ給ひぬるは、いよいよ平家の栄花とぞ見えし。

殿下乗合
嘉応元年 (1169年) 後白河上皇出家。嘉応2年、重盛の次男平資盛の車が摂政藤原基房の車とすれちがった。資盛は下馬の礼を無視し、乱闘となる。後日清盛が報復を命令し基房の一行を暴行（殿下乗合事件）。
鹿谷
承安元年 (1171年) 清盛の娘、平徳子が高倉天皇に入内。安元3年 (1177年) 平重盛と宗盛が左大将・右大将になった。先をこされた大納言藤原成親は、東山の鹿谷で義弟の西光法師（俗名藤原師光）らと、平家討伐をたくらむ（鹿ケ谷の陰謀）。

俊寛僧都の山庄あり。かれに常は寄りあひ寄りあひ、平家ほろぼさむずるはかりことをぞ廻しける。

俊寛沙汰 鵜川軍
「鹿谷の陰謀」が表に出るまでの経過が、次巻初頭まで続く。安元3年 (1177年)  西光の子藤原師経は、加賀守の代理として比叡山延暦寺の末寺鵜川に火をかけた。
願立
比叡山は師経の処罰を要求。
御輿振
比叡山の僧兵は御輿をかついで内裏に強訴し、内裏を守る平重盛軍と戦闘（嘉応の強訴）。
内裏炎上
樋口富小路から火が出て大内裏が炎上（安元の大火）。

## 巻第二
座主流
治承元年 (1177年) 比叡山の騒動の責任をとらされ、叡山座主の明雲が流罪。
一行阿闍梨之沙汰
叡山の僧兵は護送役人を襲い、明雲を奪還した。
西光被斬
鹿谷での陰謀が密告された。西光の尋問と斬首。

やがて、「しやつが口をさけ」とて口をさかれ、五条西朱雀にしてきられにけり。

西光の義兄、藤原成親も逮捕。
小教訓
妹婿でもある清盛の長男重盛のとりなしで、成親の処刑は中止。
少将乞請
清盛の弟（忠盛の四男）平教盛の嘆願で、成親の子藤原成経も助命。
教訓状
黒幕と見なされた後白河法皇の幽閉を清盛が計画。重盛はそれを止める。
烽火之沙汰
重盛は兵を招集。これを見て清盛は法皇幽閉を断念。
大納言流罪
成親は備前の児島に流罪。
阿古屋之松
成親の子成経は備中に流罪。
大納言死去
成経はさらに薩摩の鬼界が島へ流された。平康頼、法勝寺の俊寛も同罪。父成親は備前で崖から落とされて暗殺された。

岸の二丈ばかりありける下に、ひしを植えて、うへよりつきおとし奉れば、ひしにつらぬかって、うせ給ひぬ。

徳大寺厳島詣
徳大寺藤原実定は平家が信仰する厳島に詣でた。清盛は感心して実定を左大将に昇進させた。
山門滅亡 堂衆合戦
比叡山の堂衆（下級僧）が学生（上級僧）と合戦し勝利。
山門滅亡
比叡山は荒廃。
善光寺炎上
信濃国の善光寺の由来と炎上。
康頼祝言
康頼と成経は鬼界が島で熊野詣のまねをしていた。
卒塔婆流
2人は卒塔婆を毎日海に流した。その1つが厳島で発見された。
蘇武
2人の卒塔婆は、漢の蘇武の雁札のようなものだ。

## 巻第三
赦文
治承2年 (1178年) 中宮徳子が懐妊。安産祈願のため成経と康頼を恩赦。ただし俊寛は赦免されない。

「鬼界が島の流人、少将成経、康頼法師、赦免」とばかり書かれて、俊寛といふ文字はなし。

足摺
鬼界が島から本土に帰る舟にとりつく俊寛。

ともづなといておし出せば、僧都綱に取りつき、腰になり脇になり、たけの立つまではひかれて出づ。

御産
徳子は安徳天皇を生む。
公卿揃
誕生祝いに公卿がそろって清盛宅に挨拶。
大塔建立
平家が厳島神社を信仰しはじめたいわれ。
頼豪
昔白河天皇の皇子が生まれたとき、僧頼豪が怨霊になって皇子が死んだ挿話。
少将都帰
治承3年 (1179年) 成経と康頼は都へ帰った。
有王
俊寛の召使有王が、俊寛に会いに鬼界が島へいく。
僧都死去
俊寛はやせこけていたが、さらに断食をして死んだ。

其庵のうちにて、遂にをはり給ひぬ。年三十七とぞ聞えし。

飈（つじかぜ）
都の竜巻で多くの家が倒れた。
医師問答
清盛の長男、重盛が病死。

八月一日、臨終正念に住して、遂に失せ給ひぬ。御年四十三。

無文
重盛が病死する前に、長男の維盛に葬式用の無文の太刀を譲った。
燈炉之沙汰
重盛は東山に四十八間の阿弥陀堂を建立、燈籠の大臣と呼ばれた。
金渡
重盛は宋の育王山に三千両を寄進したことがあった。
法印問答
清盛が後白河院の悪行を静憲法印に語る。法印は人臣の礼からはずれないようにと忠告。
大臣流罪
清盛のクーデター。関白基房と太政大臣藤原師長を流罪（治承三年の政変）。

同十六日、入道相国、此日ごろ思ひ立ち給へる事なれば、関白殿を始め奉って、太政大臣以下の公卿殿上人、四十三人が官職をとどめて、追つ籠めらる。

行隆之沙汰
藤原行隆は父親が清盛と親しく、とりたてられた。
法皇被流
後白河法皇は洛南の鳥羽殿に幽閉された。
城南之離宮
高倉天皇は出家を希望する。

## 巻第四
厳島御幸
治承4年 (1180年)  高倉天皇は譲位。安徳天皇が3歳で即位。
還御
高倉上皇は厳島御幸から帰る。安徳天皇の即位式。
源氏揃
以仁王は後白河法皇の三男。源頼政が謀反をもちかける（以仁王の挙兵）。

「太子にもたち、位にもつかせ給ふべきに、三十まで宮にてわたらせ給ふ御事をば、心うしとはおぼしめさずや。」

鼬之沙汰
以仁王謀反の情報が清盛へ届く。
信連
以仁王の部下長谷部信連は、以仁王を女装させ高倉御所から逃がした。
競
清盛の次男、宗盛は源頼政の子源仲綱の馬を奪ったことがあった。それで仲綱の家来渡辺競は宗盛から白馬をだましとった。
山門牒状
以仁王が逃げ込んだ近江国園城寺（三井寺）から延暦寺に協力要請。
南都牒状
三井寺から奈良興福寺へも協力要請。
永僉議
三井寺は清盛邸を夜討ちする会議をし、京へ向かう。
大衆揃
しかし夜明けになってしまい、夜討ちは中止。以仁王らは奈良へ向かう。
橋合戦
以仁王らは途中、宇治平等院で休息。そこを平知盛・重衡軍が攻める。頼政は宇治橋の橋板をはずす。平家軍は、

先陣が「橋をひいたぞ、あやまちすな」とどよみけれども、後陣はこれを聞きつけず、われさきにとすすむほどに、先陣二百余騎、おしおとされ、水におぼれて流れけり。

となった。
宮御最期
頼政も以仁王も戦死。

いづれが矢とはおぼえねど、宮の左の御そば腹に矢一すじたちければ、御馬より落ちさせ給ひて、御頸とられさせ給ひけり。

若宮出家
以仁王の子、若宮は出家を条件に助命。
通乗之沙汰
昔、通乗という名人相見がいたが、以仁王の人相見ははずれた。
鵼（ぬえ）
頼政は以前化け物の鵼を退治したことがあった。

頭は猿、むくろは狸、尾は蛇、手足は虎の姿なり。なく声鵼にぞ似たりける。おそろしなんどもおろかなり。

三井寺炎上
三井寺は平重衡・忠度軍に攻められ炎上。

## 巻第五
都遷
福原へ遷都。

治承四年六月三日、福原へ行幸あるべしとて、京中ひしめきあへり。

月見
徳大寺実定は帰京し、旧都の近衛河原で姉の多子と一晩月を見る。
物怪之沙汰
福原の清盛の屋敷に物の怪が出る。

ある夜入道のふし給へるところに、一間にはばかる程の物の面いできて、のぞき奉る。

早馬
源頼朝謀反の連絡が早馬で来た。

去んぬる八月十七日、伊豆の国流人前兵衛佐頼朝、舅北条四郎時政を遣はして、伊豆国の目代、和泉判官兼隆を、やまきが館にて夜討ちに討ち給ひぬ。

ただし頼朝は石橋山の戦いで敗北。
朝敵揃
日本の朝敵の歴史一覧。
咸陽宮
荊軻が秦の始皇帝暗殺に失敗した挿話。
文覚荒行
頼朝に謀反をそそのかした文覚上人とは何者か？ 以後4話は文覚について。
勧進帳
文覚は神護寺の修繕を希望し、後白河法皇の前で勧進帳を読み上げた。
文覚被流
文覚は後白河の怒りを買い、伊豆に流された。
福原院宣

いまは源平のなかに、わとの程将軍の相持ったる人はなし。はやはや謀反おこして、日本国したがへ給へ。

と頼朝をそそのかし、文覚は後白河法皇から平家討伐の院宣をもらってきた。
富士川
富士川の戦い。平家軍の大将は重盛の長男維盛、副将は忠度。富士川をはさんで源氏軍と対峙したが、夜間戦わずに逃走。

その夜の夜半ばかり、富士の沼に、いくらもむれゐたりける水鳥どもが、なににかおどろきたりけん。ただ一度にばっと立ちける羽音の、大風いかづちなんどの様にきこえければ、平家の兵ども、「すはや源氏の大勢の寄するは。」

五節之沙汰
頼朝は相模に帰り関東を固める。清盛は敵前逃亡に怒る。
都帰
清盛は福原から京へ都を戻した。
奈良炎上
平家は清盛の五男平重衡を大将に、興福寺と東大寺を焼いた（南都焼討）。

楯をわり、たい松にして、在家に火をぞかけたりける。十二月廿八日の夜なりければ、風ははげし、ほもとは一つなりけれども、吹きまよふ風に、おほくの伽藍に吹きかけたり。

## 巻第六
新院崩御
治承5年 (1181年)  高倉上皇崩御。
紅葉
高倉上皇が紅葉を愛した挿話。
葵前
高倉上皇の挿話2。少女葵前を愛し「しのぶれど　いろに出でにけり」の歌を送った。葵前は早世した。
小督
高倉上皇の挿話3。女房小督が愛され、徳子より先に子（皇女）を生んだ。それで清盛の怒りを買い尼になった。
廻文

さる程に其ころ信濃国に、木曾冠者義仲といふ源氏ありときこえけり。  

源義仲の出生と挙兵。
飛脚到来
九州や四国の武士も源氏の味方になったと飛脚が来た。
入道死去

思ひおく事とては、伊豆国の流人、前兵衛佐頼朝が頸を見ざりつるこそやすからね。

と言い残し、清盛死去。享年64歳。
築島
清盛の挿話1。福原に経が島を作った。これはよいことだった。
慈心房
清盛の挿話2。清盛は延暦寺の慈恵僧正の生まれ変わりだと閻魔が言った。
祇園女御
清盛の挿話3。本当は白河院とその愛人祇園女御の子だという説。
嗄声
越後守城助長は義仲追討に出発しようとしたが、空からしわがれ声が聞こえて落馬し死んだ。

俄に身すくみ心ほれて落馬してんげり。輿にかき乗せ館へ帰り、うちふす事三時ばかりして遂に死ににけり。

横田河原合戦
養和2年 (1182年)  信濃国の現川中島、横田河原の戦いで、義仲が助長の弟城長茂に勝利。

## 巻第七
清水冠者
寿永2年 (1183年)  義仲は長男、清水冠者源義高を頼朝に人質に差し出し、頼朝と和睦。
北国下向
重盛の長男維盛ら6人を大将に、義仲討伐軍が出発。
竹生島詣
清盛の弟平経盛（忠盛の三男）の長男、平経正は琵琶湖の竹生島に参詣し、琵琶をひいて明神を感動させた。
火打合戦
越前国火打城の戦いで、堀を枯らして平維盛軍は勝利。
願書
義仲は砥波山の八幡神社に平家討伐の願書を奉納。
倶利伽羅落
倶利伽羅峠の戦い。夜に峠で義仲の軍勢はどっと鬨の声をあげる。平家はあわてて逃げ、

倶利伽羅が谷へわれ先にぞとおとしける。まっさきにすすんだる者が見えねば、「此谷の底に道のあるにこそ」とて、親おとせば子もおとし、兄おとせば弟もつづく。主おとせば家子郎等もおとしけり。

となる。
篠原合戦
加賀国篠原の戦いでも平家は敗北。
実盛
平家軍のしんがり、斎藤実盛が討ち取られた。年は70を過ぎていたが、年寄りに見られないよう、白髪を黒く染めていた。
玄昉  
奈良時代の玄昉僧正の挿話。彼は藤原広嗣の怨霊に殺された。
木曾山門牒状
義仲から比叡山へ、平家追討に協力してほしいと牒状を送る。
返牒
比叡山は義仲に味方する。
平家山門連署
平家からも比叡山に協力の要請をしたが、断られた。
主上都落
平家は都落ちを計画。後白河法皇は逐電。6歳の安徳天皇が都落ち。母の建礼門院と三種の神器も同行。

主上は今年六歳、いまだいとけなうましませば、なに心もなう召されけり。国母建礼門院御同輿に参らせ給ふ。

維盛都落
重盛の長男維盛は富士川と倶利伽羅で大敗して帰った。平家で唯一、妻子を京に残して都落ち。
聖主臨幸
御所の警備役だった畠山重能ら3人は、解放され東国へ帰った。
忠度都落
清盛の弟（忠盛の六男）薩摩守忠度は、文武両道の武士。都落ちするとき、藤原俊成に歌を託した。
経正都落
清盛の弟経盛（忠盛の三男）の長男経正は、名器の琵琶「青山」を仁和寺に返して都落ち。
青山之沙汰
琵琶「青山」は唐伝来で、平安時代初めから朝廷の宝で、仁和寺に預けられていた。
一門都落
頼朝はかつて池禅尼の懇願で救命されたことから、彼女の子である平頼盛（忠盛の五男）は、頼朝に助命されるはずと判断し、都に留まった。
福原落
平家一門は福原で一泊後、福原を焼いて船で退去。

寿永二年七月廿五日に平家都を落ちはてぬ。

## 巻第八
山門御幸
比叡山に逃げていた後白河法皇を義仲が守護し入京。平家追討の院宣。

同廿八日に法皇都へ還御なる。木曾五万余騎にて守護し奉る。

名虎

同八月十日、院の殿上にて除目おこなはる。木曾は左馬頭になって、越後国を給わる。

平家は太宰府へ落ちる。後鳥羽天皇が4歳で即位。
緒環
豊後の緒方維義に平家追討の命が下る。
太宰府落

平家は、緒方三郎維義が三万余騎の勢にて既に寄すと聞えしかば、とる物もとりあへず太宰府をこそおち給へ。 

緒方に攻められた平家は太宰府から撤退し、讃岐国の屋島へ行く。
征夷将軍院宣
頼朝が征夷大将軍の院宣を受けた。
猫間
猫間中納言藤原光隆を義仲は「猫殿」と呼び、「猫の食べ残しですな」と無作法に接待。

「猫殿は小食にあはしけるや。きこゆる猫おろしし給ひたり。」

水島合戦
備中国の海戦水島の戦いで知盛・教経の平家軍が義仲軍に勝った。
瀬尾最期
瀬尾兼康は、倶利伽羅の戦い以後、源氏の下で働いていたが裏切った。結局福隆寺縄手の戦いで殺された。
室山
播磨国室山の戦いで平知盛・重衡軍は源行家軍に勝利。

平家は室山、水島二ヶ度のいくさに勝ってこそ、いよいよ勢はつきにけれ。

鼓判官
養和の飢饉の影響もあり、義仲は京の治安維持に失敗。木曾勢は暴徒化。

凡そ京中には源氏みちみちて．．（中略）人の倉をうちあけて物をとり、持ってとほる物をうばひとり、衣装をはぎとる。

後白河法皇が敵対したため、義仲は後白河の御所、法住寺を攻める。
法住寺合戦
法住寺合戦に勝ち、義仲は後鳥羽天皇や後白河法皇を幽閉。

「主上にやならまし、法皇にやならまし。主上にならうど思へども、童にならむもしかるべからず。法皇にならうど思へども、法師にならむもをかしかるべし。よしよしさらば関白にならう。」

## 巻第九
生ずきの沙汰

其ころ鎌倉殿にいけずき、する墨といふ名馬あり。  

寿永3年 (1184年)  頼朝は梶原景季に名馬する墨、佐々木高綱に名馬いけずきを与えた。
宇治川先陣
宇治川の戦い。鎌倉軍は大手が源範頼、搦手は源義経。梶原と佐々木の先陣争い。
 そのまに佐々木はつっとはせぬいて、河へざっとうちいれたる（中略）。
いけずきといふ世一の馬には乗ったりけり、宇治河はやしといへども、一文字にざっとわたいて、むかへの岸にうちあがる。

河原合戦
六条河原の戦い。義仲主従は京を落ちるときには7騎。その中に女武者、巴御前もいた。

去年信濃を出でしには五万余騎ときこえしに、今日四の宮河原を過ぐるには、主従七騎になりにけり。

木曾最期

おのれは、とうとう、女なれば、いづちへも行け。

と義仲は巴と別れた。粟津の戦い。義仲と今井兼平の最期。
樋口被討罰
今井の兄樋口兼光は討ち死にをやめて降伏したが斬首。平家は一ノ谷（福原）を回復。
六ヶ度軍
中納言教盛（忠盛の四男）の次男、能登守平教経は、瀬戸内の海上戦で6度勝利。
三草勢揃
大手が源範頼、搦手が義経で、一ノ谷の戦いに出発。
三草合戦
三草山の戦いで義経は夜襲。
老馬
一ノ谷の裏山を、土地の者は、鹿なら通るという。

「鹿の通はんずる所を、馬の通らざるべきやうやある。」

と義経は案内させた。
一二之懸
熊谷直実と平山季重は、搦手からさらに西の播磨路へ回り、先陣争い。
二度之懸
範頼が攻める大手（生田口）では、梶原景時は子の景季を求めて敵軍中を捜索し、救出した。
逆落
搦手の鵯越から義経の三千余騎が逆落しで参戦。

それより下を見くだせば、大盤石の苔むしたるが、つるべおとしに十四五丈ぞくだったる。兵どもうしろへとってかへすべきやうもなし、又さきへおとすべしとも見えず。「ここぞ最後」と申してあきれてひかへたるところに、佐原十郎義連すすみいでて申しける．．

平家は混乱し逃走。
越中前司最期
越中前司平盛俊は猪俣範綱を殺そうとしたが、猪俣は降参した者の首をとってよいのかと命乞い。それで助けたら逆に殺された。

猪俣、「まさなや、降人の頸かく様や候」。越中前司「さらばたすけん」

忠度最期
薩摩守忠度は清盛の弟（忠盛の六男）。殺されたとき、箙には辞世の歌が結ばれていた。

敵もみかたも是を聞いて、「あないとほし、武芸にも歌道にも達者にておはしつる人を。あったら大将軍を。」とて、涙をながし袖をぬらさぬはなかりけり。

重衡生捕
清盛の五男、三位中将重衡の馬が矢にやられた。換えの馬に乗る部下後藤盛長は、馬を渡さずに逃げた。重衡は生捕。
敦盛最期
平敦盛は清盛の弟経盛（忠盛の三男）の末子。

「さては、汝にあうては名乗るまいぞ。
  汝がためにはよい敵ぞ。名乗らずとも首を取って人に問へ。見知らうずるぞ」

と言い残して熊谷次郎直実に殺された。
知章最期
平知章は清盛の三男中納言知盛の子。父知盛と戦おうとする相手を殺したが、その部下に殺された。逃げた知盛は嘆く。

「いかなる親なれば、子の討たるるを助けずして、これまでは逃れ参って候ふやらん。」

落足
重盛の五男平師盛も舟が転覆して殺された。教盛（忠盛の四男）の長男平通盛も取り囲まれて殺された。平家は船で一ノ谷を出る。
小宰相身投
通盛の妻小宰相が身投。

泣く泣くはるかにかきくどき、「南無」ととなふる声共に、海にぞ沈み給ひける。

## 巻第十
首渡
多くの平家の首が京にさらされた。
内裏女房
三位中将重衡の引き回し。重衡は愛人の内裏女房と面会できた。
八島院宣
屋島へ院宣。三種の神器を返還すれば重衡を許すと。
請文
平家の棟梁、清盛の次男宗盛は、三種の神器の返還を拒否。
戒文
重衡は法然と面会し受戒。
海道下
重衡を鎌倉へ護送。
千手前
手越の長者の娘、千手前が派遣され、今様を歌い琵琶を弾き、重衡を一晩もてなす。

よはひ廿ばかりなる女房の、色白うきよげにて、まことに優にうつくしきが、目結の帷に染付の湯巻して、湯殿の戸をおしあけて参りたり。．．

横笛
以後重盛の長男維盛の物語が6章段続く。維盛は屋島を出て高野山に行く。高野山の斎藤時頼（滝口入道）と横笛の挿話。
高野巻
維盛と滝口入道は高野山をめぐる。
維盛出家
維盛と2人の従者は出家。
熊野参詣
維盛らは熊野三山を参詣する。
維盛入水
維盛は那智の沖で入水。2人の従者も後を追う。

高声に念仏百返計となへつつ、南無と唱ふる声共に、海へぞ入り給ひける。

三日平氏
伊勢の三日平氏の乱を義経が平定。
藤戸
源範頼軍と平資盛軍が備前国で藤戸の戦い。佐々木盛綱は浅瀬を見つけて馬で渡って戦った。
大嘗会之沙汰
都では大嘗会。範頼は屋島へ追撃をしなかった。

参河守範頼、（中略）室、高砂にやすらひて、遊君遊女共召しあつめ、あそびたはぶれてのみ月日をおくられけり。

## 巻第十一
逆櫓
元暦2年 (1185年) 屋島を攻めるにあたり、逆櫓について義経と梶原が激論。その夜に強風を使い、義経は6時間ほどで摂津国から阿波国へ渡った。

夜もすがらはしる程に、三日にわたる処をただ三時ばかりにわたりけり。

勝浦 付大坂越
義経は阿波国から讃岐国へ一晩で移動。80騎ほどを大軍と見せかけて屋島の戦いを開始。

「さだめて大勢でぞ候らん。とりこめられてはかなふまじ。」

と平家は船に逃げる。
詞信最期
佐藤継信は義経の楯となって死んだ。
那須与一
那須与一が相手陣に立てられた扇を矢でねらう。

あやまたず扇の要際一寸ばかりを射て、ひふっとぞ射切ったる。鏑は海へ入りければ、扇は空へぞあがりける。

弓流
義経は弓を落とすが、命がけで拾い上げる。

「わう弱たる弓のかたきのとりもって、『これこそ源氏の九郎義経が弓よ』とて、嘲弄せんずるが口惜しければ、命にかへてとるぞかし。」

志度合戦
志度合戦でも平家は退却。平家は壇ノ浦の先、彦島へ。
鶏合 壇浦合戦
壇ノ浦の戦いが始まる。また義経と梶原が仲間割れ。
遠矢
源平で矢の飛ぶ距離を競って戦う。

源平の国あらそひ、今日をかぎりとぞ見えたりける。

先帝身投
もはやこれまでと、清盛の妻平時子は、孫、安徳天皇を抱いて入水。

其後西にむかはせ給ひて、御念仏ありしかば、二位殿やがていだき奉り、「浪の下にも都のさぶらふぞ」となぐさめ奉って、千尋の底にぞ入り給ふ。

能登殿最期
安徳天皇の母徳子も入水するが、源氏方に助けられる。宗盛親子も浮いて源氏が助けた。教盛の次男能登守教経は

「われと思はん者どもは、寄って教経にくんでいけどりにせよ。」

と言い、向かってきた源氏の武士2人を道連れに入水。
内侍所都入

「見るべきほどの事は見つ。いまは自害せん。」

と中納言知盛も入水。戦いは終わった。義経は草薙の剣を回収できなかった。
剣
草薙の剣の由来を解説。
一門大路渡
宗盛を筆頭に、生け捕りの平家が都に入り、引き回し。

同廿六日、平氏のいけどりども京へいる。みな八葉の車にてぞありける。前後の簾をあげ、左右の物見を開く。

鏡
神鏡の由来を解説。天照大神の形見。
文之沙汰
義経は平時忠の娘を妻にする。
副将被斬
賀茂の河原で宗盛の次男副将が切られた。
腰越
義経は宗盛親子をつれて鎌倉へ。ただし梶原の讒言で義経は腰越で止められ、鎌倉に入れてもらえない。

梶原さきだって鎌倉殿に申しけるは、「日本国は今はのこる所なうしたがひ奉り候。ただし御弟九郎大夫判官殿こそ、つひの御敵とは見えさせ給ひ候へ。」

大臣殿被斬
宗盛と長男清宗は近江国で切られた。

大臣殿念仏をとどめて、「右衛門督もすでにか」と宣ひけるこそ哀れなれ。公長うしろへ寄るかと見えしかば、頸はまへにぞ落ちにける。

重衡被斬
三位中将重衡は奈良で切られた。

高声に十念となへつつ、頸をのべてぞきらせられける。

## 巻第十二
大地震
京に大地震（翌月改元され文治地震と呼ばれる）。
紺掻之沙汰
今度は本物の源義朝（頼朝の父）の首ですと言って、文覚が頼朝に頭蓋骨を持ってきた。
平大納言被流
平時忠は能登に流刑。
土佐房被斬
土佐坊昌俊は頼朝の命令で義経を殺そうとしたが、逆に処刑された。
判官都落
頼朝は範頼に義経討伐を命じたが範頼は辞退。義経は都落ち。奥州へ向かう。

大物の浦より船に乗って下られけるが、折節西の風はげしくふき、住吉の浦にうちあげられて、吉野の奥にぞこもりける。吉野法師にせめられて、奈良へおつ。奈良法師に攻められて、又都へ帰り入り、北国にかかって、終に奥へぞ下られける。

以後の義経の記述は、覚一本平家物語にはない。
吉田大納言沙汰
文治の勅許で頼朝は守護地頭を置く。つまり東国の治安維持と収税を引き受けた。
六代
文治元年 (1185年) 清盛の嫡子重盛の嫡子維盛の嫡子六代（12歳）が見つかった。文覚の活躍で六代は危機一髪で助命。
 「若公ゆるさせ給ひて候。鎌倉殿の御教書是に候。」とて、とり出して奉る。
泊瀬六代
文治2年 (1186年)  六代は長谷寺で家族と再会。
六代被斬
建久3年 (1192年) 後白河院没。正治元年 (1199年) 土御門天皇即位時の陰謀嫌疑で、文覚は隠岐国へ流罪。六代は結局死罪。屋代本などはこうして終わる。

それよりしてこそ、平家の子孫は、ながくたえにけれ。

## 灌頂巻
建礼門院（平徳子）の後日談（この巻をまとめた事が覚一本系の特徴）。
女院出家
元暦2年 (1185年)  徳子は東山の吉田で出家（屋代本などではこの章は巻11）。
大原入
文治元年 (1185年)  地震があり、徳子は大原寂光院に移る。    （以後の章段は、屋代本などでは巻12）
大原御幸
文治2年 (1186年) 後白河法皇が寂光院を訪問。

春過ぎ夏きたって、北祭も過ぎしかば、法皇夜をこめて大原の奥へぞ御幸なる。

六道之沙汰
自分の生涯は六道だったと徳子が後白河院に語る。
女院死去
建久2年 (1191年) 徳子死去。

かぎりある御事なれば、建久二年きさらぎの中旬に、一期遂に終らせ給ひぬ。